# Martina García Cruz
Martina García Cruz (El Mejay, Chilcuautla, 24 de febrero de 1941) es una bordadora artesana mexicana de origen Hñahñu.

## Orígenes
Aprendió el telar de cintura de sus abuelas y desde muy pequeña se dedicó a tejer ayates. Cuando tenía 12 años llegó al Mejay, Margarita Hernández quien era una comisionada del Patrimonio Indígena del Valle del Mezquital que se dedicaba a enseñar a las mujeres de las comunidades diferentes oficios. La profesora Margarita traía consigo un telar de cintura distinto al que Martina conocía, pues en este nuevo se podían tejer figuras y formas. Sin que nadie se diera cuenta, Martina aprendió a urdir, preparar y tejer el telar de cintura sólo a través de la observación. Martina tomaba el telar a escondidas, se ataba a la cintura, y comenzaba a tejer sin que nadie la viera. Pronto Martina enfocó su atención en esta actividad y a partir de ese momento dedicó su vida al telar de cintura sin dejarlo ni un solo momento.

Martina siempre ha estado muy agradecida con los aprendizajes que le dejó la profesora Margarita por lo que como parte de la gratitud a esa enseñanza, Martina ha replicado la enseñanza del telar de cintura con cientos de mujeres tanto dentro como fuera de la comunidad. Ella explica
Es mi manera de dar gracias por todo lo que el telar de cintura me ha dado.
En compañía de sus hijas e hijos María Trinidad, Bernardina, Zita, Ubaldo Feliciano y Teresa inauguró en Artesanías Domitzu en 2013. 

## Trayectoria
Artesanías Domitzu es una herencia ancestral hoy hecha arte, pues ha preservado en innovado el telar de cintura por más de cuatro generaciones.
Actualmente sus integrantes dominan tres técnicas de telar de cintura: de una, de dos y de tres alzaderas. Esta última, por su dificultad para urdir, armar y tejer el telar, es una técnica del telar de cintura que está a punto de desaparecer, sin embargo, Artesanías Domitzu aún la preserva.
Desde hace más de 60 años García Cruz ha preservado esta tradición lo que le ha merecido múltiples premios nacionales. Representó  al municipio de Chilcuautla, como en el “Catálogo de Artesanías del Estado de Hidalgo”.
Actualmente sus integrantes dominan tres técnicas de telar de cintura: de una, de dos y de tres alzaderas. Esta última, por su dificultad para urdir, armar y tejer el telar, es una técnica del telar de cintura que está a punto de desaparecer, sin embargo, Artesanías Domitzu aún la preserva.

## Premios

#### Premios obtenidos por Martina García Cruz
- Galardón  Nacional - 2.º Concurso Nacional Grandes Maestros del Patrimonio Artesanal de México, 2015. Ciudad de México.[4]
- 1.er lugar - Gran Premio de Arte Popular, 2007. Ciudad de México.
- 1.er lugar - II Expo y Concurso Artesanal "El arte en las manos del Valle del Mezquital", 2007. Ixmiquilpan, Hidalgo.
- 1.er lugar - III Concurso Artesanal "El arte en las manos del Valle del Mezquital", 2007. Ixmiquilpan, Hidalgo.  1.er lugar - Concurso regional del Arte Popular "Valle de Mezquital", 2009. Ixmiquilpan, Hidalgo.
- 1.er lugar - IV Concurso Nacional de Fibras Vegetales, Tequisquiapan, Querétaro, 2013.[5]
- 2.º lugar - II Concurso estatal del Rebozo, 2005. Hidalgo.
- 2.º lugar - XXXIII Concurso Nacional Gran Premio de Arte Popular, 2008. Ciudad de México.
- 2.º lugar - Concurso Nacional: “Arte Mexicano que perdura” 2015, Ciudad de México.
- 3er lugar - Gran Premio Nacional del Arte Popular, 1975, Aguascalientes.
- 3er lugar - I Concurso Artesanal "El arte en las manos del Valle del Mezquital", 2007, Ixmiquilpan, Hidalgo.